# Ana Bustorff
Ana Maria Brito Bustorff Guerra (* 15. November 1959 in Miragaia, Porto) ist eine portugiesische Schauspielerin.

## Leben
1977 begann sie in der Theater-Compagnie Seiva Trupe in Porto und brach zeitgleich ihr Biologie-Studium an der Universität Porto ab. Sie stand erstmals im Stück Contos Cruéis von Jorge de Sena auf der Bühne. Es folgten Stücke von Almeida Garrett (O Conde de Novion) und Camilo Castelo Branco (A Queda d´Um Anjo), bevor sie die Theater-Compagnie CENA in Porto mitbegründete, für die sie die nächsten Jahre eine Vielzahl von Rollen spielte, darunter in Günter Grass´ A Cheia („Hochwasser“), Karl Valentins Ei Lá! Você Exagera („Na, jetzt übertreiben Sie“) und in Georg Büchners Leônica e Lena („Leonce und Lena“).
Nach kleineren Film- und Fernsehrollen, und Theaterstücken für das Fernsehen (darunter das Experimental-Theaterstück Yerma von Federico García Lorca), nahm sie 1993 einen Umbruch in ihrer Laufbahn vor, und zog nach Lissabon. Dort stand sie im Teatro Bairro Alto, nahe des Bairro Alto, für das Stück Desastres („Unglücke“) auf der Bühne, einer Inszenierung von Miguel Guilherme, die auf Stücken von Samuel Beckett, Eugène Ionesco und Philip K. Dick basierte.
Der große Erfolg ihrer Rolle der Maria de Fátima in der komischen Fernsehserie Desculpem Qualquer Coisinha, 1994 im ersten Kanal der RTP machte sie bei einem breiten Publikum bekannt, und es folgten eine Vielzahl von Fernsehrollen, besonders in komischen Sitcoms und in Telenovelas. Sie spielte weiter Theater, wenn auch seltener, etwa 1995 in Griselda Gambaros Despir a que Está Nua im Centro Cultural de Belém, oder 1996 in David Mamets Edmond im Teatro Nacional D. Maria II. Auch für Kinofilme stand sie häufiger vor der Kamera, so etwa in den enorm erfolgreichen Tentação (1997) und O Crime de Padre Amaro (2005). Besondere Aufmerksamkeit erreichte sie mit ihrer Hauptrolle als zur verführerischen „Femme fatale“ werdenden Ehefrau in Sapatos Pretos (1998).
Sie wird heute zu den renommiertesten Schauspielerinnen des Portugiesischen Films gezählt und erhielt den  Globo de Ouro für die Beste Schauspielerin in den Jahren 1999 und 2000. Sie tritt dazu auch regelmäßig in Telenovelas und anderen Fernsehproduktionen auf und spielt weiterhin Theater.

## Filmografie
- 1980: O Viajante (Fernsehfilm); R: António Damião
- 1980: Yerma (Fernsehfilm); R: Ferrão Katzenstein
- 1981: Xarope de Orgiata (Fernsehfilm); R: Correia Alves
- 1981: Um Táxi na Cidade (Fernsehserie, 1 Folge)
- 1983: 1+1=1 (Fernsehserie)
- 1983: Nocturno (Fernsehserie)
- 1984: Mudas Mudanças; R: Saguenail
- 1985: A Idiota (Fernsehfilm); R:Rui Ramos
- 1987: Histórias Quase Clínicas (Fernsehserie)
- 1988: Longe; R: Cristina Hauser
- 1988: Agosto; R: Jorge Silva Melo
- 1992: Saudades (Soares Reis) (Fernsehfilm); R: Francisco Manso
- 1992: Terra Fria; R: António Campos
- 1993: Sozinhos em Casa (Fernsehserie, 1 Folge)
- 1994: Manual de Evasão; R: Edgar Pêra
- 1994: Uma Cidade Qualquer (Video), R: Joaquim Leitão
- 1994: Le cascadeur (Fernsehserie)
- 1994: Desculpem Qualquer Coisinha (Fernsehserie)
- 1995: A Mulher do Senhor Ministro (Fernsehserie, 1 Folge)
- 1995: Tudo ao Molho e Fé em Deus (Fernsehserie)
- 1995: O Mundo Desbotado (Kurzfilm); R: Edgar Pêra
- 1995: Adão e Eva; R: Joaquim Leitão
- 1995: Cluedo (Fernsehserie)
- 1996: Dois Dragões (Kurzfilm); R: Margarida Cardoso
- 1996–1997: Pensão Estrela (Fernsehserie)
- 1997: Alta Saciedade (Kurzfilm); R: Carlos Assis
- 1997: Polícias (Fernsehserie, 1 Folge)
- 1997: Die Schwächen der Frauen („Elles“); R: Luís Galvão Teles
- 1997: Tentação; R: Joaquim Leitão
- 1995: Os Malucos do Riso (Fernsehserie)
- 1998: No Caminho Para a Escola (Kurzfilm); R: Marco Martins
- 1998: O Céu de Sacadura (Fernsehfilm)
- 1998: Solteiros (Fernsehserie)
- 1998: Sapatos Pretos; R: João Canijo
- 1998: Diário de Maria (Fernsehserie)
- 1998: Zona J; R: Leonel Vieira
- 1998–1999: Médico de Família (Fernsehserie, 2 Folgen)
- 1998–1999: Polícias à Solta (Fernsehserie)
- 1999: A Vida Como Ela É (Fernsehserie)
- 1999: Inferno; R: Joaquim Leitão
- 1999–2000: A Lenda da Garça (Fernsehserie)
- 1999–2001: O Fura-Vidas (Fernsehserie)
- 2000: As Terças da Bailarina Gorda (Kurzfilm); R: Jeanne Waltz
- 2000: O Segredo; R: Leandro Ferreira
- 2000: Faca e Anjos (Fernsehfilm); R: Eduardo Guedes
- 2000: Noites; R: Cláudia Tomaz
- 2000: Super-Pai (Fernsehserie)
- 2001–2002: A Minha Familia É Uma Animação (Fernsehserie)
- 2001: Querido Professor (Fernsehserie, 1 Folge)
- 2002: A Bomba; R: Leonel Vieira
- 2002: Crónica Feminina (Kurzfilm); R: Gonçalo C. Luz
- 2002–2003: A Minha Sogra É uma Bruxa (Fernsehserie)
- 2003: Part-Time (Kurzfilm): R: Jorge Queiroga
- 2003: O Jogo (Fernsehserie)
- 2003: A Passagem da Noite; R: Luís Filipe Rocha
- 2003: Der gläserne Blick; R: Markus Heltschl
- 2004: Inspector Max (Fernsehserie, 1 Folge)
- 2004: Portugal S.A.; R: Ruy Guerra
- 2004: Na Cidade Vazia; R: Maria João Ganga
- 2004–2005: Maré Alta (Fernsehserie)
- 2005: Segredo (Fernsehserie)
- 2005: João Semana (Fernsehserie)
- 2005: Alice; R: Marco Martins
- 2005: O Mergulho; R: Jorge Paixão da Costa
- 2005: O Fatalista; R: João Botelho
- 2005: O Crime do Padre Amaro; R: Carlos Coelho da Silva
- 2005: Pedro e Inês (Fernsehserie)
- 2006–2007: Paixões Proibidas (Telenovela)
- 2007: Nome de Código: Sintra (Fernsehserie)
- 2007–2008: Resistirei (Fernsehserie)
- 2008: Liberdade 21 (Fernsehserie, 1 Folge)
- 2008: A Vinha (Kurzfilm); R: Ricardo Leite
- 2009: Conta-me Como Foi (Fernsehserie)
- 2009: Equador (Fernsehserie)
- 2009: Um Lugar Para Viver (Fernsehserie)
- 2011: Tejo (Kurzfilm); R: Henrique Pina
- 2011: A Cura (Kurzfilm); R: Henrique Pina
- 2011: Par ou Ímpar (Kurzfilm); R: Sílvia Cunha, Luís Gonçalves
- 2011: A Família Mata (Fernsehserie, 1 Folge)
- 2011: Velhos Amigo (Fernsehserie, 1 Folge)
- 2011: Voo Directo (Fernsehserie)
- 2011: Tejo (Kurzfilm); R: Henrique Pina
- 2011–2012: Morangos Com Açúcar (Fernsehserie, 269 Folgen)
- 2013: Bem-Vindos a Beirais (Fernsehserie, 1 Folge)
- 2013: Hotel Cinco Estrelas (Fernsehserie, 3 Folgen)
- 2013: Dancin' Days (Telenovela, 3 Folgen)
- 2014: Mulheres de Abril (Miniserie)
- 2015: Jardins Proibidos (Telenovela, 5 Folgen)
- 2016: Offline; R: Guilherme Trindade
- 2016: Aqui Tão Longe (Fernsehserie, 1 Folge)
- 2016: A Única Mulher (Telenovela, 10 Folgen)
- 2016–2017: Donos Disto Tudo (Fernsehserie, 5 Folgen)
- 2017: Inspector Max (Fernsehserie, 1 Folge)
- 2017: O Dia em Que as Cartas Pararam (Fernsehfilm); R: Cláudia Clemente
- 2017: Fàtima: Caminhos da Alma (auch Miniserie)
- 2018: Ruth; R: António Pinhão Botelho (2019 auch Miniserie)
- 2019: Surdina; R: Rodrigo Areias
- 2019: Golpe de Sorte (Fernsehserie, 122 Folgen)
- 2019: Land im Sturm (2020 auch Miniserie)
- 2020: História da Noite (Kurzfilm); R: Inês Nunes
- 2020: Ordem Moral; R: Mário Barroso (2021 auch Miniserie)
- 2020: Quer o Destino (Telenovela, 182 Folgen)
- 2021: Bem Me Quer (Telenovela, 2 Folgen)
- 2021: Sombra (2022 auch Miniserie)
- 2021–2022: Para Sempre (Telenovela, 25 Folgen)
- 2021: Kinorama – Cinema Fora de Órbita; R: Edgar Pêra
- 2021: Pecado (Miniserie, 1 Folge)
- 2022: Festa É Festa (Telenovela, 22 Folgen)
- 2022: Irrlicht (Fogo-Fátuo); R: João Pedro Rodrigues
- 2022: Lua de Mel (Telenovela, 122 Folgen)
- 2022: Cavalos de Corrida (Fernsehserie, 2 Folgen)
- 2023: Contado por Mulheres (Miniserie, 1 Folge)